# 감별진단
의학에서 감별진단(鑑別診斷, Differential diagnosis)은 주어진 정보를 이용하여 환자가 어떤 질병이나 의학적 상태에 놓여있는지 판단함과 동시에 비슷한 증상을 보이는 다른 질병과 구분하는 의사결정 과정이다. 감별진단 과정에서 의사는 환자의 임상 소견을 고려하여 최종 진단을 하기 전 가능한 원인을 분석하고 판단하게 된다. 약자로 D/Dx, DDx 등의 표현을 사용하기도 한다.

## 같이 보기
- 중복이환
- 이중진단
- 배제진단
- 확진